# Romulea hantamensis
Romulea hantamensis är en irisväxtart som först beskrevs av Friedrich Ludwig Diels, och fick sitt nu gällande namn av Peter Goldblatt. Romulea hantamensis ingår i släktet Romulea och familjen irisväxter. Inga underarter finns listade i Catalogue of Life.